# Asteroússia (dème)
Le dème d'Asteroússia (grec moderne : Δήμος Αστερουσίων) est un ancien dème du district régional de Héraklion, en Crète, en Grèce. Depuis la réforme du gouvernement local de 2011, il fait partie du dème d'Archánes-Asteroússia, dont il est une unité municipale. Selon le recensement de 2011, la population du dème d'Asteroússia compte 5 217 habitants,.